# Jetter Mars
Jetter Mars (яп. ジェッター マルス Дзэтта: Марусу, «Джет Марс») — японский аниме-сериал, автором сценария которого является Осаму Тэдзука. Главный герой внешне во многом схож с Астро-боем, так как изначально создавался, как новая версия Астро. Сериал начал впервые транслироваться по телеканалу Fuji TV с 3 февраля по 15 сентября 1977 года. Всего выпущено 27 серий аниме. Сериал транслировался на территории Испании, Мексики, Чили, Италии и Португалии.

## Сюжет
Двое учёных: профессор Кавасиро и профессор Янаноуэ создают мальчика-робота. Кавасиро разработал интеллект мальчика, задав ему умный и интеллигентный характер, в то время, как Яманоуэ создал супер-сильное и уникальное тело. Так рождается Джеттер Марс.

## Список персонажей
- Джеттер Марс (яп. ジェッター マルス Дзэтта: Марусу) — главный герой истории. Хотя внешне он похож на мальчика, он могучий робот и способен сражаться со злом, хотя запрограммирован, как миролюбивый мальчик. Сам Марс часто находится в замешательстве, сможет ли он свои разрушительные силы использовать в целях добра. В отличие от Астро-боя, Марс имеет несколько иную форму «причёски», наличие плаща, более низкий рост, а полосы на коленках отсутствуют. Сэйю: Симидзу Мари
- Мельти (яп. メルチ Мэрути) — такой же андроид, как и Джеттер, но с телом младенца, таким образом де-факто младший брат Марса. После использования своих сил произносит фразу «Бакарути!» (яп. バカルチ) Сэйю: Сирайси Фуюми
- Профессор Кавасимо (яп. 川下 博士 Кавасимо Хакасэ) — один из создателей Марса, в частности разработал интеллект и сердце Марса. Также создал Мири и Мельти. В противоположность профессору Яманоуэ ставит миролюбие превыше всего, и поэтому старался наделить свои творения наилучшими и добрыми качествами. Сэйю: Кацута Хисаси
- Доктор Яманоуэ (яп. 山之上 博士 Яманоуэ Хакасэ) — создал тело Марса. Изначально придерживается мнения, что Марс создан для сражений и также дал соответствующее название «Марс» (бог войны). Изначально Марс относился к нему, как к отцу. Умер во время атомных испытаний, когда его завалило и остальные оставили Яманоуэ умирать. Сэйю: Ная Горо
- Доктор Тэдзука (яп. 手塚 博士 Тэдзука Хакасэ) — является мультипликационной версией Осаму Тэдзуки (который во многих своих произведениях мог изображать себя в качестве персонажа, взаимодействуя со своими героями). Выступает в качестве друга и советника Марса.